# Червищенский плацдарм
Червищенский плацдарм — плацдарм на западном берегу р. Стоход, захваченный в 1916 году русскими войсками и уничтоженный немецкими войсками в 1917 году.

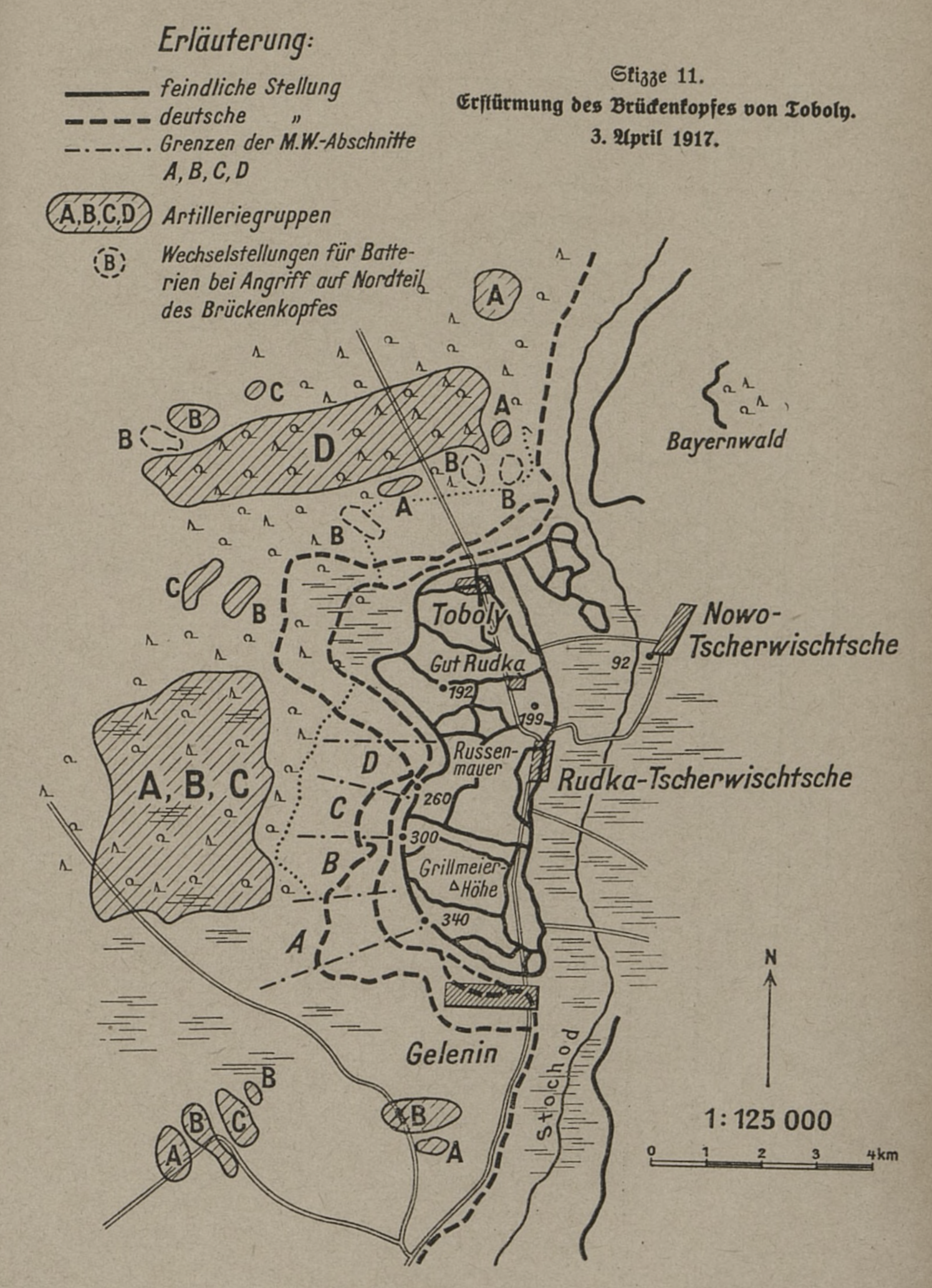
Карта Червищенского плацдарма

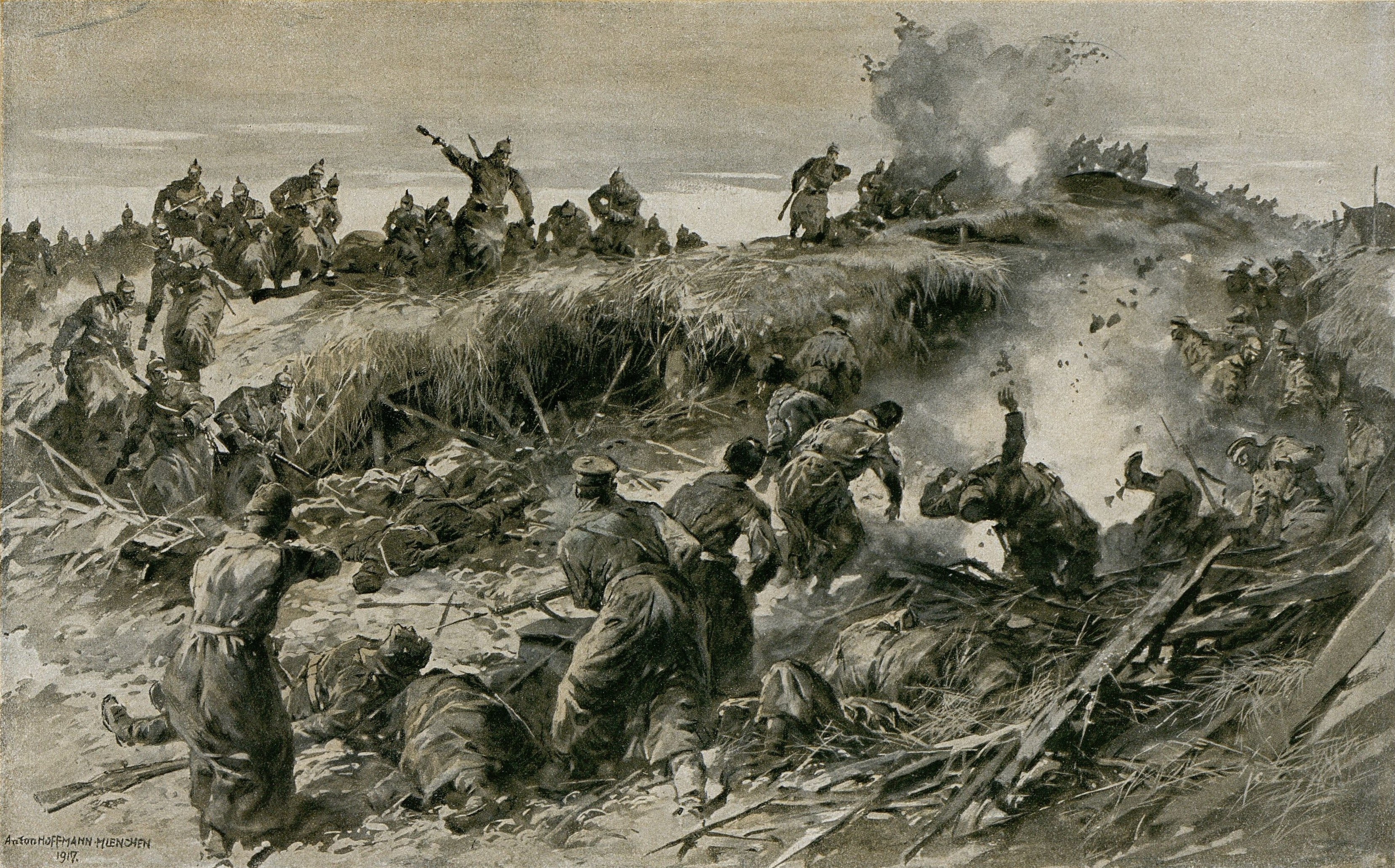
Атака Червищенского плацдарма 3 апреля 1917 г.

## Создание плацдарма
6 (19) августа 1916 года 4-я Финляндская стрелковая дивизия под командованием генерал-майора Селивачёва из состава 3-й армии по инициативе её начальника форсировала реку Стоход, захватив на противоположном берегу возле деревни Рудка Червище участок территории 8 км по фронту и 3 км в глубину с несколькими высотами, взяв при этом 1146 пленных, 1 орудие, 4 миномёта и 18 пулемётов. Особенно жестокий бой произошёл за деревню Тоболы, которую донские казаки атаковали в конном строю.
2-я Сводно-казачья дивизия генерала Краснова пыталась было преследовать неприятеля, но была приведена в расстройство атакой шести немецких самолетов. 

## Укрепление плацдарма
Занявшие плацдарм русские войска (позже 18 батальонов пехоты из 27-й и 73-й пехотных и 5-й стрелковой дивизий III армейского корпуса при 5 траншейных орудиях) находились в окопах, вырытых в рыхлой торфянистой почве, и в дерево-земляных укрытиях с перекрытиями в три наката. Артиллерия поддержки (104 орудия, в том числе 23 тяжелых) и еще 12 батальонов пехоты находились на восточном берегу реки Стоход, в пяти километрах от передовых позиций.
Некоторое время 3-я армия планировала использовать плацдарм для нанесения удара на Камень-Каширский, в направлении Брест-Литовска. Так 27 августа (9 сентября), неожиданно для Ставки и для соседа — Брусилова командующий Западным фронтом генерал Эверт произвел наступление 3-м и 26-м корпусами на Червищенском плацдарме и не имел успеха. 

## Потеря плацдарма
Русским войскам на плацдарме противостояли германские 1-я ландверная дивизия, 86-я пехотная дивизия, часть 92-й пехотной дивизии; австрийские 26-я стрелковая дивизия и 9-я кавалерийская дивизия; баварская кавалерийская дивизия.
В 6 часов утра 3 апреля 1917 года, когда на реке Стоход тронулся лёд, немецко-австрийские войска по инициативе генерал-полковника Александра фон Линзингена начали обстрел плацдарма из тяжёлых орудий, руководимых полковником Брухмюллером (300 орудий и 100 тяжёлых миномётов), причем обстрел вёлся в том числе и химическими снарядами. Тяжёлые снаряды сносили лёгкие укрепления, которые быстро заполнялись водой из болот. Особенно сильно пострадали правофланговые позиции 107-го пехотного Троицкого полка 27-й пехотной дивизии. 292-й пехотный Малоархангельский полк 73-й пехотной дивизии в результате обстрела оставил позиции.
В 13 часов немцы атаковали русских на фронте 73-й дивизии, но эта атака носила отвлекающий характер и была отбита подчиненными 73-й дивизии частями 27-й дивизии. На южном участке 86-я пехотная дивизия немцев атаковала и прорвала позиции 18-го стрелкового полка, выйдя в тыл 5-й стрелковой дивизии. 19-й стрелковый полк пробился к переправе и вышел на восточный берег Стохода, а 17-й стрелковый полк в полном составе попал в окружение и погиб. Основная артиллерия дивизий 3-го корпуса оставалась за широко разлившейся болотистой рекой Стоход и в момент наступления немецких войск не смогла помочь своим частям из-за ограниченной дальности стрельбы.
В 16:20 на северном участке плацдарма в атаку перешла 1-я ландверная дивизия, которая быстро прорвала фронт русских. Русские части начали отступать к переправам и нескольким мостам, уже разрушенным в самом начале германской атаки. В 22:30 плацдарм был полностью оставлен, а оставшиеся мосты взорваны.
В результате русская армия потеряла 12 тыс. человек, из них 9-10 тыс. пленными, в том числе 150 офицеров. Небрежность и халатность по отношению к своим обязанностям проявили корпусные и дивизионные командиры, знающие о природных особенностях реки Стоход и самого плацдарма, но так и не возведшие новые мосты через реку, с помощью которых на плацдарм могли быстро подойти резервы, или сами войска могли быстро и относительно без потерь оперативно покинуть занимаемый участок.